# Score bug

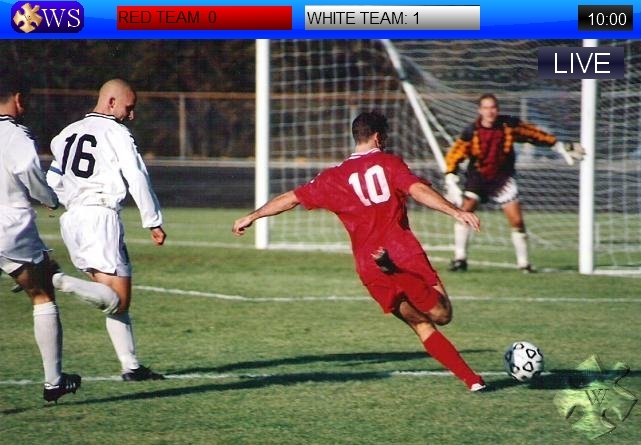
Ejemplo de un score bug

Un Score bug (traducible al español como Mosca de marcador) es un gráfico digital en pantalla que se muestra en la parte superior o en el tercio inferior de la pantalla de televisión durante la transmisión de un evento deportivo para mostrar el marcador actual y otras estadísticas, como el tiempo transcurrido.
El concepto fue ideado por el director de Sky Sports, David Hill, quien no estaba satisfecho por tener que esperar para ver cuál era el marcador después de sintonizar un partido de fútbol en curso. El score bug se introdujo durante la cobertura de Sky de la recién formada Premier League inglesa en 1992. El jefe de Hill exigió repetidamente que se eliminara el gráfico, describiéndolo como "la cosa más estúpida que había visto en su vida". Hill desafió las demandas del jefe y mantuvo el gráfico en su lugar. ITV introdujo un score bug al comienzo de la temporada de fútbol 1993-94 y la BBC introdujo un score bug a finales de 1993.
El concepto fue introducido en los Estados Unidos por ABC Sports y ESPN durante la cobertura de la Copa Mundial de la FIFA 1994. Su justificación para el gráfico fue proporcionar una ubicación para los logotipos de los patrocinadores, a fin de permitir que los partidos se transmitan sin interrupción comercial.
A pesar de las objeciones iniciales al concepto de algunos espectadores, el score bug pronto se convirtió en una característica omnipresente de las transmisiones deportivas, con otras televisoras introduciendo sus propias versiones del concepto en los años siguientes.